# Pipistrellus collinus
Pipistrellus collinus är en fladdermus i familjen läderlappar som förekommer på Nya Guinea. Populationen infogades fram till 2005 i Pipistrellus tenuis.

## Utseende
Vuxna exemplar är utan svans 35 till 53 mm långa, svanslängden är 30 till 45 mm och vikten ligger vid 4 till 8,5 g. Arten har 34 till 39 mm långa underarmar, 6,5 till 10 mm långa bakfötter och 7,5 till 13 mm stora öron. Den långa pälsen är hos honor på ovansidan rödbrun och hos hannar mellanbrun. Undersidan är täckt av gulbrun päls och nakna delar i ansiktet, öronen och flyghuden har en brun färg. På svansflyghudens kant finns några gulbruna hår. Typisk är trekantiga öron med en lång tragus som har en böjd spets. Endast en liten spets av svansen ligger utanför svansflyghuden. Den andra framtanden per sida i överkäken har två knölar på toppen och den tredje framtanden en knöl.

## Utbredning
Denna fladdermus lever i bergstrakter på Nya Guinea mellan 700 och 3000 meter över havet. Den når även några mindre öar i närheten. Exemplaren vistas i skogar och de besöker trädgårdar.

## Ekologi
Pipistrellus collinus vilar på dagen i trädens håligheter och i växtrester ur släktet Pandanus. Olika studier registrerade ensamma hannar och hannar tillsammans med upp till 11 honor. Antagligen har arten en polygynt socialt system. I juni uppträder honor med aktiva spenar. Arten jagar olika insekter med hjälp av ekolokaliseringen. Skriket har en frekvens på cirka 40 till 48 kHz.

## Hot och status
Beståndet hotas i viss mån av bränder som medför att skogar blir buskskogar. Hela populationen anses vara stabil. IUCN listar arten som livskraftig (LC).